# Liste der portugiesischen Botschafter in Island
Die Liste der portugiesischen Botschafter in Island listet die Botschafter der Republik Portugal in Island auf. Die beiden Staaten  unterhalten direkte diplomatische Beziehungen. Erstmals akkreditierte sich 1957 ein portugiesischer Botschafter in Island.
Portugal hat bisher keine eigene Botschaft in Island eröffnet. Das Land gehört zum Amtsbezirk des portugiesischen Botschafters in Norwegen, der dazu in Island doppelakkreditiert ist.
In der isländischen Hauptstadt Reykjavík ist ein portugiesisches Honorarkonsulat eingerichtet.

## Missionschefs
| Name                                                  | Bild   | Amtszeit  | Anmerkungen                                                                                        |
| Island                                                | Island | Island    | Island                                                                                             |
| ----------------------------------------------------- | ------ | --------- | -------------------------------------------------------------------------------------------------- |
| José do Sacramento Xara Brasil Rodrigues              |        | 1957      | Ministro Plenipotenciário mit Amtssitz Oslo, erster akkreditierter Botschafter Portugals in Island |
| António Pinto de Mesquita de Melo Mexia e Vasconcelos |        | seit 1965 | Ministro Plenipotenciário mit Amtssitz Oslo, am 28. Mai 1965 akkreditiert                          |
| Martim Machado de Faria e Maia Júnior                 |        | seit 1969 | Botschafter mit Amtssitz Oslo, am 16. Juni 1969 akkreditiert                                       |
| António Cabrita Matias                                |        | seit 1980 | Botschafter mit Amtssitz Oslo, am 10. Juli 1980 akkreditiert                                       |
| Luís José de Oliveira Nunes                           |        | seit 1986 | Botschafter mit Amtssitz Oslo, am 6. Oktober 1986 akkreditiert                                     |
| Roberto Nuno de Oliveira e Silva Pereira de Sousa     |        | seit 1991 | Botschafter mit Amtssitz Oslo, am 27. Oktober 1991 akkreditiert                                    |
| Joaquim Rafael Caimoto Duarte                         |        | seit 1997 | Botschafter mit Amtssitz Oslo, am 22. Oktober 1997 akkreditiert                                    |
| Maria Clara Nunes Pinto Capelo Ramos Nunes dos Santos |        | seit 2013 | Botschafterin mit Amtssitz Oslo, am 11. Dezember 2013 akkreditiert                                 |